# BA-537
A BA-537 é uma rodovia estadual da Bahia, ligando a cidade de Gandu no entroncamento com a BA-120 à cidade de Itamari no entrocamento com a BA-549, dando acesso exclusivo ao município de Nova Ibiá. O trecho da rodovia entre Nova Ibiá e Itamari não possui pavimentação asfáltica.